# Lisette Olivera
Lisette Alexís Gutiérrez, née le 16 avril 1999 à Los Angeles, généralement connue professionnellement sous les noms de Lisette Alexis et Lisette Olivera, est une actrice américaine d'origine mexicaine,. Elle est surtout connue pour son premier rôle dans la série télévisée Disney Trésors perdus : Le Secret de Moctezuma, l'extension 2022 de la franchise Benjamin Gates,. 

## Origines
Les parents de Gutierrez sont nés au Mexique, et elle est d'origine mexicaine sur plusieurs générations. Elle est née aux États-Unis et a grandi dans la banlieue de Los Angeles, en partie élevée par son grand-père. Sa mère a tenté de la dissuader d'une carrière d'actrice, pour l'orienter vers des domaines plus » économiquement stables », et elle s'est plutôt formée dès l'enfance en tant que danseuse, puis a également étudié le chant, le piano et la guitare,. Lorsqu'elle était assez âgée pour conduire, elle a auditionné pour des courts métrages dans la ville voisine d'Hollywood. Elle a été modèle à l'université. 

## Carrière
Présentée à l'origine sous le nom de Lisette Alexis, elle joue professionnellement dans plusieurs films et deux séries. Sa carrière d'actrice à l'écran commence avec le court métrage Feint, sorti en 2019, l'année où elle a également joué dans la série Web dramatique pour adolescents sur Brat TV Total Eclipse. Par la suite, elle joue un rôle dans le film d'horreur psychologique We Need to Do Something et a joué des rôles importants dans deux autres courts métrages. 
Après des auditions détaillées de l'été 2021, elle est annoncée dans le rôle principal de la série Trésors perdus : le secret de Moctezuma, présentée comme Lisette Alexis, en octobre 2021, avant le reste de la distribution,. Les références ultérieures et les génériques la présentent sous le nom de Lisette Olivera. La série est la première production de nouveaux médias de la franchise Benjamin Gates depuis environ 15 ans, avec un budget initial d'environ 100 millions de dollars (79 millions pour la production, plus le marketing et la distribution). Le personnage d'Olivera, Jess Valenzuela (initialement prévu sous le nom de Jess Morales), est une aspirante cryptologue de 22 ans et Latina au statut DACA. Ses co-stars incluent Catherine Zeta-Jones et Harvey Keitel, et elle a mentionné qu'elle avait beaucoup appris de Zeta-Jones. Sa performance a suscité des critiques positives, notamment de la part de CBR, qui a déclaré que « son talent mérite bien plus le grand écran qu'une série en streaming. Il est clair qu'elle pouvait partager l'affiche avec Nicolas Cage dans Benjamin Gates 3… », et Yahoo!, qui la décrivait comme « sérieuse et charmante ».

## Filmographie

### Film
| Année  | Titre                   | Rôle                     | Notes et références |
| ------ | ----------------------- | ------------------------ | ------------------- |
| 2019   | Feint                   | Donna                    | ,                   |
| 2021   | I Always Said After     | Alma Luna (premier rôle) | [ 4 ]               |
| 2021   | We Need to Do Something | Amy                      | ,                   |
| 2022/3 | Waltz of the Angels     | Gabby (rôle principal)   | ,                   |

### TV et TV/web
| Année       | Titre                                   | Rôle                             | Notes et références |
| ----------- | --------------------------------------- | -------------------------------- | ------------------- |
| 2019        | Total Eclipse                           | Belle                            | ,                   |
| 2022 - 2023 | Trésors perdus : le secret de Moctezuma | Jess Valenzuela (rôle principal) | [ 5 ]               |